# Eindriða þáttr ok Erlings
Eindriða þáttr ok Erlings es una historia corta islandesa (þáttr). Joseph Harris  cita que el contenido del relato se debe comprender dentro de un contexto donde la narrativa se centra en un conflicto u oposición entre el cristianismo y el paganismo nórdico, escrita en el periodo de la conversión hacia la cristianización de Islandia.